# First Meditations (For Quartet)
First Meditations (For Quartet) ist ein Jazz-Album von John Coltrane, das am 2. September 1965 aufgenommen wurde. Es enthält die erste Version von Coltranes Suite Meditation; die Session wurde posthum 1977 auf Impulse! Records veröffentlicht. Es handelt sich um die letzte Aufnahme des klassischen John Coltrane Quartet.

## Das Album
Nach der Rückkehr von einer Europa-Tournee und wenige Tage nach den Aufnahmen für das ebenfalls erst posthum erschienene Album Sun Ship ging John Coltrane am 2. September 1965 erneut ins Studio, um eine religiös inspirierte Suite einzuspielen. Das dabei verwendete kompositorische Material nahm Coltrane dann noch ein zweites Mal für seine (endgültige) Meditations-Fassung am 23. November 1965 (Impulse! AS 9110) auf, allerdings mit einer anderen Formation. Während er bei der September-Session noch mit seinem „klassischen Quartett“ (McCoy Tyner, Piano, Jimmy Garrison, Bass, und Elvin Jones, Schlagzeug) gespielt hatte, erweiterte er für das 1966 erschienene Album Meditations seine Band mit Pharoah Sanders und Rashied Ali zum Sextett. First Meditations und Meditations markieren demnach den Übergang von seiner bisherigen Quartett-Formation hin zu den offeneren Spielformen der Spätphase Coltranes und seinem endgültigen Bruch mit dem Bop-Idiom.
Nach Ansicht von Filtgen/Außerbauer knüpft die Suite „in ihrer Thematik und in ihrer hymnischen Darstellung an die tiefe Religiosität John Coltranes an, die seit A Love Supreme im Vordergrund seiner Arbeit“ stand. Coltranes Wahl des Albumtitels Meditations ist offensichtlich das Ergebnis tiefgreifender Überlegungen; die spirituellen Untertöne reflektieren die religiöse Selbstprüfung, aus der diese Musik ihre Quellen schöpft. Als John Coltrane von Nat Hentoff gefragt wurde, in welchem Ausmaß ihn dieser Ausdruck religiösen Bewusstseins bei seinem Album A Love Supreme gebunden habe, antwortete der Saxophonist:
„Once you become aware of this force for unity, you can’t ever forget it. It becomes part of everything you do. In that respect, this is an extension of A Love Supreme since my conception of that force keeps changing shape. My goal in meditating on this through music, however, remains the same. And that is to uplift people, as much as I can.“
Beide Versionen der Suite enthalten die Sätze Love, Compassion, Consequences und Serenity. Als Coltrane die Suite das zweite Mal einspielte, ergänzte er die Einleitung The Father and the Son and the Holy Ghost, gefolgt von Compassion, Love, Consequences und Serenity. Das Album First Meditations beginnt mit der „anschwellenden Linie“ von Love; „da ist eine Begegnung von Energie außerhalb des Tempo [spielenden] Freiheit von Love hin zu den festen Rhythmen des [folgenden] Walzers Compassion“.
Love ist die einfache meditative Rezitation eines liedartigen rhythmischen Themas, dessen Intensität ansteigt. Coltranes zunehmend variantenreicheren und energischen Wiederholungen der motivischen Phrasen steigern sich mit Unterstützung der Rhythmusgruppe, bevor man in eine meditative Grundstimmung zurückkehrt und der Satz zu einem Motiv führt, das an das Eingangsthema von Ascension erinnert. Nach drei Minuten hat McCoy Tyner sein Solo; bei 4:42 beginnt Coltrane mit einer Coda. Nach acht Minuten endet der Titel mit einer decrescendo drum roll.
Compassion im Medium-Tempo ist ein Spiritual-ähnliches Thema; zwischen Coltranes erstem (2:00–3:57) und zweitem Solo (6:30–8:35) improvisiert Pianist Tyner, begleitet von Jones an den Mallets. Eine Drum Roll von Elvin Jones bildet wieder den Übergang zum schnelleren Joy-Thema. Mit Consequences, einem einfachen, aus zwei oder drei Noten bestehenden Thema, steigt die Intensität an. Bei 2:36 beendet Coltrane sein Solo; Tyner spielt repetitive Riff-Figuren. Coltrane führt zunächst das ruhige Serenity-Motiv ein; Garrison spielt darauf arco-Phrasen, Tyner ergänzt schimmernde Arpeggios. John Coltrane kehrt bei 3:40 zurück; Jones und der Saxophonist setzen dann zu einem ruhigen Ausklang des Satzes an.

## Die Titel
- John Coltrane Quartett – First Meditations (Impulse ASD 9332)

1. Love – 8:04
2. Compassion – 9:30
3. Joy – 8:49
4. Consequences – 7:21
5. Serenity – 6:10

Alle Kompositionen stammen von John Coltrane.

## Editorische Hinweise
David Wild mutmaßt in den Liner Notes der ersten LP-Ausgabe 1977, die Veröffentlichung sei wohl zu Lebzeiten Coltranes nicht verworfen, sondern angesichts der weiteren, im Sommer 1965 entstandenen Musik schlichtweg vergessen und durch die Vordringlichkeit der späteren, stilistisch veränderten Statements verdrängt worden.
Die CD-Ausgabe von 1992 enthielt einen weiteren und längeren Take von Joy, der zwanzig Tage später während einer Tournee an der Westküste im Coast Recorders Studio in San Francisco eingespielt wurde. Diese Version wurde – versehen mit zahlreichen Overdubs – erstmals 1970 veröffentlicht (Infinity, Impulse AS 9225). Die unveränderte Version des Mitschnitts erschien erstmals 1978 auf der Coltrane-Kompilation Feelin’ Good – The Mastery of John Coltrane, Vol. 1.

## Rezeption des Albums

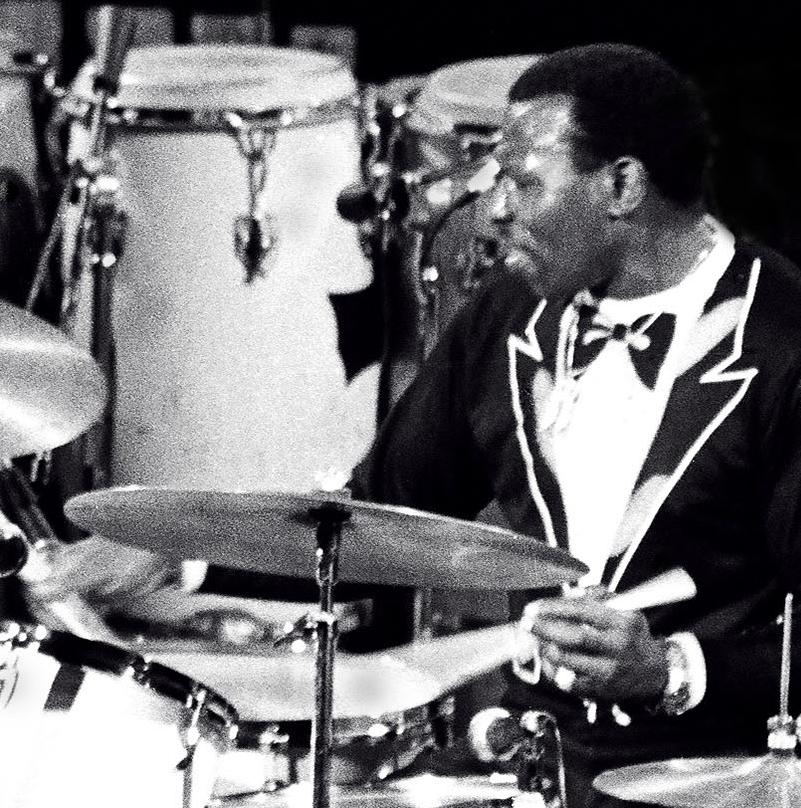
Elvin Jones (1977)

Kurz nach seinem Erscheinen stieg das Album im Februar 1978 auf #37 der amerikanischen Jazz-Charts.
Richard Cook und Brian Morton verliehen im Penguin Guide to Jazz dem Album die Höchstnote und meinten, „aus Gründen der Schönheit“ sei von den beiden Versionen die erste Fassung vom September 1965 vorzuziehen, obwohl diese Musik nicht mehr das repräsentiert, was Coltrane mit dieser Gruppe darstellen wollte und er mit seinem Album Ascension daraufhin ausprobieren sollte.
Scott Yanow zeichnete das Album in Allmusic mit vier Sternen aus und schrieb:

“Coltrane (sticking here exclusively to tenor) plays passionately, alternating ferocious explorations with more lyrical sections.”

David Wild meinte in den Liner Notes von 1977, die Wiederentdeckung von First Meditations gebe „uns die Suite in ihrer ursprünglichen Schönheit in einem eher konventionellen Format zurück, das Coltrane bald darauf opferte“. Die Session offenbare nicht nur kraftvolle Soli und einen weiteren Blick auf eine Gruppe, deren Werk die Richtung der Kunst verändert habe, sondern auch eine alternierende Sicht auf eine von Coltranes größeren Kompositionen. Dieser Blick sei in mancher Hinsicht dem der zuerst veröffentlichten Version überlegen. Die fünf Teile der Suite von Firsts Mediations seien in der Darbietung durch das Quartett besser als Kompositionen wahrnehmbar und auch Coltranes Intentionen als Komponist seien in diesem weniger überladenen Kontext eher erkennbar.